# 布利日涅-佩索奇诺耶
布利日涅-佩索奇诺耶（羅馬化：Blizhne-Pesochnoye）是俄罗斯下诺夫哥罗德州的市级镇，属州辖市维克萨市管辖，地处下诺夫哥罗德州西南部，位于伏尔加河流域奥卡河一支流热列兹尼察河（Железница）畔，在区行政中心维克萨西北侧、州府下诺夫哥罗德西南方，西距下诺夫哥罗德州与弗拉基米尔州州界约3公里。
该地2021年人口有3,069人；2010年人口2,917；2002年人口2,679；1989年人口3,094。